# クレフ (ドイツ)
クレフ (独: Kröv) はドイツ連邦共和国 ラインラント＝プファルツ州ベルンカステル＝ヴィットリヒ郡にある町村。クレフ＝バウゼンドルフ連合自治体 (独: Verbandsgemeinde Kröv-Bausendorf) の行政庁所在地となっている。